# Panhard & Levassor Omnibus 1897
 (janvier 2025).
L’autobus  Panhard & Levassor 1897  avec deux moteurs Daimler Phoenix est une automobile produite par le constructeur automobile français Panhard & Levassor.

## Historique

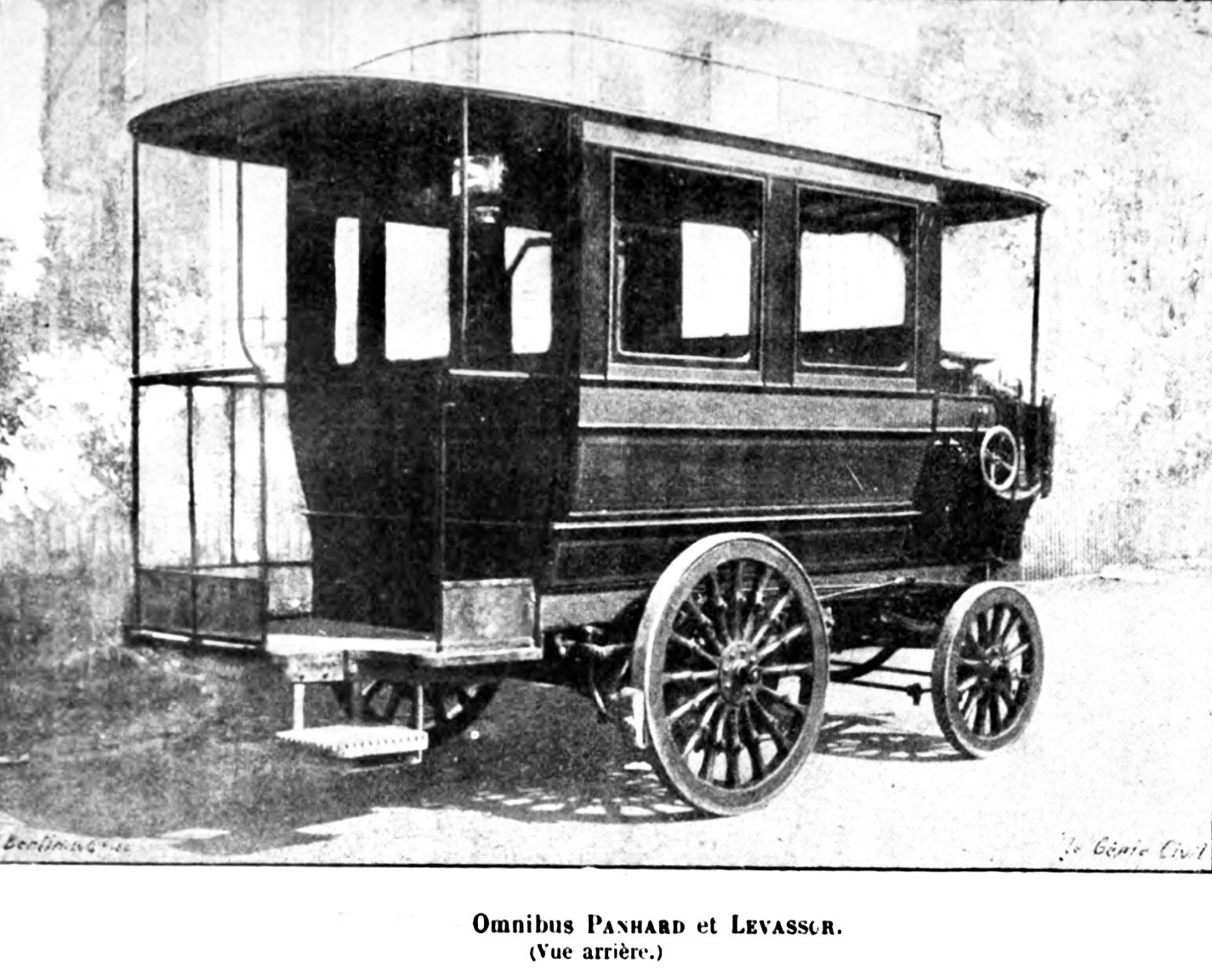
Panhard & Levassor Omnibus (1897).

L’omnibus à essence de Panhard et Levassor reçoit le numéro de départ 10 au Concours des poids lourds de Versailles en 1897 .
Il pouvait accueillir 14 passagers, dont 10 à l’intérieur, 2 dans le siège à côté du conducteur et 2 sur le quai.
La vitesse maximale était de 16 à 18 kilomètres à l’heure.
Le prix de vente était d’environ 18 000 francs. Le moteur à quatre cylindres (deux moteurs à deux cylindres combinés) avait une cylindrée de 3435 cm³ avec un alésage de 90 mm et une course de 135 mm. Le poids à vide prêt à l’emploi était de 2400 kg, le poids total autorisé de 3400 kg. La capacité du réservoir était de 50 litres. Les roues avant avaient un diamètre de 800 mm, les roues arrière de 1020 mm. La vitesse maximale sur les quatre vitesses était de 4 km/h, 7 km/h, 11 km/h et 18 km/h.